# ادسون ماردن
ادسون ماردن (انگلیسی: Edson Mardden؛ زادهٔ ۱۲ دسامبر ۱۹۹۱) بازیکن فوتبال اهل برزیل است که در حال حاضر برای باشگاه فوتبال چادرملو اردکان در لیگ برتر خلیج فارس بازی می‌کند. 